# Euro Truck Simulator
Euro Truck Simulator (còn được gọi là Big Rig Europe ở Bắc Mỹ) là một trò chơi mô phỏng xe tải năm 2008 được phát triển và phát hành bởi SCS Software, lấy bối cảnh ở Châu Âu. Người chơi có thể lái xe qua một mô tả về châu Âu, thăm các thành phố của nó, nhặt nhiều loại hàng hóa và giao chúng. Hơn 300 000 bản sao của trò chơi đã được bán ở châu Âu. Theo dõi của nó, Euro Truck Simulator 2, đã được phát hành vào năm 2012.

## Xe tải
Trò chơi có các mẫu xe tải châu Âu với các dụng cụ làm việc như đèn báo nhấp nháy, đèn cảnh báo nhiệt độ và nhiên liệu thấp, cần gạt nước và đồng hồ đo. Những chiếc xe tải bao gồm Mercedes-Benz Actros (được biết đến với tên gọi Majestic), Renault Magnum (được gọi là Runner), Scania R-series (được gọi là Swift) và Volvo FH16 (được gọi là Valiant).

## Phát hành
Phiên bản 1.0 của trò chơi đã được đưa đến các cửa hàng ở Đức vào ngày 6 tháng 8 năm 2008. Ngày phát hành của phiên bản này tại Ba Lan là ngày 20 tháng 8 và tại Anh, ngày 29 tháng 8.
Phiên bản 1.3, với khả năng tương thích DirectX được cải thiện, đã được Excalibur Publishing phát hành tại Anh trên CD và dưới dạng tải xuống trực tuyến, nhưng không có sẵn trên CD từ các nhà xuất bản tương ứng của các quốc gia khác. Phiên bản này đã được mở rộng để bán bao gồm Vương quốc Anh (ở các thành phố London, Manchester và Newcastle), một chiếc phà Dover-Calais, cộng với nhiều con đường ở Đức và Ba Lan.

## Tiếp nhận
Trò chơi nói chung được người dùng đón nhận, giữ số điểm 75/100 trên Metacritic, cho biết "đánh giá chung có lợi".